# Jean-Antoine Petipa

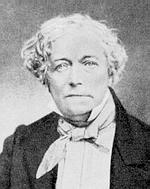
Jean-Antoine Petipa

Jean-Antoine Petipa (* 16. Februar 1787 in Paris; † 28. Juli 1855 in Sankt Petersburg, Russisches Kaiserreich) war ein französischer Tänzer, Choreograf und Tanzpädagoge.

## Leben
Zum frühen Werdegang von Jean-Antoine Petipa sind keine Einzelheiten überliefert. In Anschluss an sein Debüt als Tänzer schloss er sich ab 1810 einer französischen Balletttruppe des Ballettmeisters und Choreografen Filippo Taglioni an und verbrachte dabei einige Zeit in Kassel. Nach weiteren Stationen als Balletttänzer an verschiedenen Bühnen in Marseille, Paris und Brüssel wandte er sich der Choreografie zu und war unter anderem an Theatern in Bordeaux und Madrid tätig. 1848 erhielt Petipa einen Ruf als Tanzlehrer an die Kaiserliche Ballettschule in Sankt Petersburg. Dort wirkte er bis zu seinem Tod im Jahr 1855. 
Jean-Antoine Petipa war seit April 1815 mit seiner Ehefrau Victoire verheiratet. Die Söhne Lucien (1815–1898) und Marius (1818–1910) wurden bedeutende Tänzer und Choreografen.